# Garry Breitkreuz
Garry W. Breitkreuz (né le 21 octobre 1945 à Yorkton, Saskatchewan) est un homme politique canadien

## Biographie
Il a été député à la Chambre des communes du Canada, représentant la circonscription saskatchewanaise de Yorkton—Melville de 1993 à 2015. D'abord élu sous la bannière du Parti réformiste du Canada, il siège avec l'Alliance canadienne lorsque celle-ci remplace le Parti réformiste en 2000 ; en 2003, l'Alliance fusionne avec le Parti progressiste-conservateur pour former le Parti conservateur du Canada. Il ne s'est pas représenté lors des élections générales de 2015.
Breitkreuz est l'un des députés qui se sont opposés le plus fortement au Registre canadien des armes à feu.